# Brachyelytrum
Brachyelytrum je manji biljni rod trajnica iz Azije i Sjeverne Amerike, smješten u vlastiti tribus Brachyelytreae, dio potporodice Pooideae. Postoje svega tri priznate vrste: B. japonicum iz Azije (Japan, Kina Korejski poluotok), i B. aristosum i B. erectum (Sjeverna Amerika).